# ميزوثيلين
ميزوثيلين هو بروتين موجود بالإنسان يشفَّر عبر جين MSLN. 